# فوجيكو ناكايا
فوجيكو ناكايا (باليابانية: 中谷 芙二子، بالإنجليزية: Fujiko Nakaya) هي فنانة يابانية، أشهر أعمالها منحوتات الضباب.

## النشأة والتعليم
وُلدت ناكايا في سابورو في عام 1933، حيث كان والدها كيتشرو ناكايا -الذي يُعزى إليه صنع أول رقاقات ثلجية مصطنعة- في ذلك الوقت أستاذاً مساعداً في جامعة هوكايدو. أنتج والدها لاحقًا عددًا من الأفلام الوثائقية والبرامج الإذاعية وأسس إيواناماي للإنتاج، وهو منتج للأفلام الوثائقية والتعليمية، وكان أيضًا فنانًا متميزًا.
ذهبت إلى المدرسة الثانوية في طوكيو، وتخرجت من المدرسة الثانوية بجامعة اليابان للبنات. بعد المدرسة الثانوية ذهبت إلى الولايات المتحدة للحصول على شهادة في جامعة نورث وسترن في إيفانستون إلينوي الولايات المتحدة الأمريكية. تخرجت من جامعة نورث وسترن بشهادة البكالوريوس في الآداب في عام 1957 واستمرت في دراسة الرسم في باريس ومدريد حتى عام 1959.

## المهنة
بعد قضاء بعض الوقت في أوروبا، عادت ناكايا إلى اليابان في عام 1960، حيث عرضت لوحاتها الزيتية في معرض الشخصين في معرض شيرمان للفنون في شيكاغو (1960) وحققت في وقت لاحق أول معرض منفرد لها يضم اثني عشر من لوحاتها في معرض طوكيو (1962).
اكتسبت ناكايا مكانة بارزة من خلال مشاركتها في التجارب الفنية الأمريكية الجماعية في الفن والتكنولوجيا التي تم إنشاؤها عام 1967. أصبحت ممثلة طوكيو للمجموعة في عام 1969 والتي منحتها منصة لإنشاء أول تمثال ضبابي في العالم لجناح بيبسي في معرض '70 في أوساكا. قامت منذ ذلك الحين بتأسيس العديد من منشآت الضباب في صالات العرض في جميع أنحاء العالم، بما في ذلك المعرض الوطني الأسترالي في كانبيرا ومتحف غوغنهايم بلباو.
قامت بافتتاح أول معرض فني للفيديو في اليابان باسم فيديو غالاري سكان بواسطة صديق متعاون وفنان فيديو يدعى بيل فيولا في هاراجوكو وذلك في عام 1980. رعى المعرض مسابقات سنوية مرتين للأعمال الجديدة للفنانين، وبالتالي أصبح منصة لفنانين الفيديو الواعدين الجدد لعرض أعمالهم. في عام 1987 ، نظمت ناكايا مهرجان اليابان الدولي للتلفزيون بالفيديو في سبايرا في طوكيو.
تعاونت ناكايا مع المهندس المعماري أتسوشي كيتاجاوارا في أوائل التسعينيات لإنشاء ملعب يحيط فيه الضباب الكثيف بالزوار مرتين كل ساعة. يختبر الزائر شعور الضياع مع تطور الضباب والعثور عليه مرة أخرى مع تبدد الضباب. يهدف العمل إلى إثارة تقديس الطبيعة وتذكير دورة الحياة والموت.
في عام 2002 عملت كمستشار للمهندسين المعماريين في أستوديو ديلار وسكوفيديو في مبنى بلور الذي تم إنشاؤه لمعرض سويس إكسبو 2002 في بحيرة نيوشاتل في يوفيردونيلس-بينس . اعتقدت ناكايا أن فكرتها الأصلية غير قابلة للتحقيق، ولكن «كانت فكرتها حول تركيزات الفوهات غير المنتظمة هي التي نفذت اليوم.»
حصلت على العديد من الجوائز، بما في ذلك الجائزة الثقافية الأسترالية والليزر الذهبي في مهرجان لوكارنو الدولي للفيديو وجائزة يوشيدا إيسويا الخاصة وجائزة وزير البريد والاتصالات السلكية واللاسلكية للمساهمة الفنية في برمجة التلفزيون عالي الوضوح وجائزة الإنجاز الخاص في عام 2008. المهرجان الياباني للفنون الإعلامية [1] مُنح ناكايا جائزة بريميوم إمبيريال في فن النحت من جمعية اليابان للفنون في عام 2018. ويظهر أول معرض استعادي واسع النطاق لأعمال ناكايا في برج فن ميتو في اليابان في الفترة من شهر أكتوبر 2018 حتى يناير 2019.
في مقابلة أجريت في 27 أبريل 2014 مع إيرين شوم ألين، شرحت ناكايا أنها لا تنشئ صورًا مباشرة بمنحوتات الضباب، وبدلاً من ذلك فإن الضباب هو نوع من محول الطاقة الذي يستجيب لظروف الأرصاد الجوية المحلية. علقت أن المشهد يمكن أن يكون ثابتًا إلى حد كبير حتى يتم إدخال الضباب. مع إدخال الضباب أصبحت قصص الطبيعة ومعلوماتها في متناول المراقب.

## وصلات خارجية
- مقال الضباب الواضح غير المصقول - حركة جزيئات الماء الساطع والمتأرجح (بالإنجليزية)